# Einfach zu haben
Einfach zu haben (Originaltitel: Easy A) ist eine US-amerikanische romantische Komödie des Regisseurs Will Gluck aus dem Jahr 2010. Der Film thematisiert die Eigendynamik, die Lügengeschichten insbesondere im Zeitalter des Web 2.0 entwickeln können.
Der Film ist als Rückblick in Form eines privaten Webcasts der Protagonistin Olive Penderghast, verkörpert von Emma Stone, angelegt, und beleuchtet in fünf Kapiteln die durch ihre Lügen ausgelösten Geschehnisse an ihrer Schule. Dies war der letzte Film mit Amanda Bynes, da sie ihre Karriere als Schauspielerin im selben Jahr beendete.

## Handlung
Die eher unauffällige Olive Penderghast spricht in einer Webcam-Aufnahme über eine von ihr erfundene Notlüge, mit der alles begann. In einem Gespräch, das Olive mit ihrer besten Freundin Rhiannon Abernathy führt, die sie zu einem Camping-Ausflug einladen will, greift Olive zu einer solchen und erfindet einen Jungen namens George, mit dem sie übers Wochenende ein Date habe. Als Rhiannon montags in der Schule wissen will, wie das Date gelaufen sei und immer wieder Olive drängt, bestätigt sie das, was Rhiannon ganz offensichtlich hören will. Ja, sie habe mit dem Jungen geschlafen. Zufällig hört die sehr christlich eingestellte Mitschülerin Marianne Bryant das Gespräch mit an. Diese ist empört und gibt das Gehörte gezielt an andere Mitschüler weiter. So geht die Geschichte an der Schule um und wird immer ein wenig weitergesponnen, sodass Olive am Ende als leicht zu habendes Mädchen gilt.
Bei ihrem Lieblingslehrer Mr. Griffith nehmen die Schüler im Englischunterricht gerade das Buch Der scharlachrote Buchstabe durch, in dem die Ausgrenzung der Ehebrecherin Hester durch ihre puritanischen Mitbürger im 17. Jahrhundert thematisiert wird. Nina, eine ebenfalls religiöse Mitschülerin, bezeichnet Hester als „Flittchen“, vergleicht sie mit Olive und fordert diese auf, analog der Geschichte ein rotes „A“ auf der Brust zu tragen. Olive wehrt sich mit einer beleidigenden Äußerung gegenüber Nina und wird daraufhin zum Schuldirektor gerufen. Dort trifft sie auf den verletzten Brandon, einen homosexuellen Freund, mit dem sie schon lange nicht mehr gesprochen hat. Zur Strafe müssen Olive und Brandon, der sich mit einem Mitschüler geprügelt hat, die Schule putzen.
Etwas später ist Olive mit ihrer Familie zu Hause und erzählt, dass sie zum Schuldirektor musste. Brandon kommt anschließend zu Besuch und berichtet Olive betrübt von seinem schrecklichen Leben. Er überredet sie dazu, Sex mit ihm vorzutäuschen, damit man ihn für heterosexuell hält und nicht mehr ausgrenzt. Als das beliebteste Mädchen der Schule eine Party gibt, hält Olive das für den richtigen Zeitpunkt, sich zusammen mit Brandon in ein Zimmer zurückzuziehen und lautstark Sex zu simulieren, nicht ohne das vorher publik gemacht zu haben. Als Brandon das Zimmer verlässt, begleitet ihn lautes Gejohle. Olive jedoch geht wenig glücklich und mit einem Gefühl der Scham nach Hause, nachdem sie auf der Party dann auch noch zufällig auf Todd trifft, einen alten Freund, der ihr immer noch etwas bedeutet.
Olives Ausgrenzung durch die Mitschüler nimmt indes zu, ihren Ruf als Schlampe hat sie weg. Sie entscheidet sich trotzig dafür, nun doch das rote „A“ zu tragen und sorgt für Gesprächsstoff. Einige Jungs erfahren durch Brandon, dass sie das Ganze nur gespielt habe. Olive bekommt daraufhin Geschenkkarten, Gutscheine und Geld von Mitschülern, damit sie behaupten dürfen, sexuellen Kontakt mit ihr gehabt zu haben. Sie versprechen sich davon eine Steigerung ihres Ansehens.
Rhiannon, die von dem Schwindel nichts weiß, wird eifersüchtig darauf, welche Aufmerksamkeit  Olive auf einmal genießt, und tritt Mariannes Kirchengruppe bei. Für Olive jedoch wird die Situation zunehmend schwieriger. Mariannes Freund Micah, der angeblich genau wie sie Sex vor der Ehe ablehnt, hat sie mit Mrs. Griffith, der Vertrauenslehrerin, betrogen. Dabei hat er sich Chlamydien eingefangen und erzählt seinen Eltern, dass er sie sich bei Olive geholt habe. Als Olive die Frau ihres Lieblingslehrers Mr. Griffith weinen sieht, möchte sie ihr helfen und macht das Spiel mit.
Niemand möchte nun noch etwas mit Olive zu tun haben, außer Anson, der sie um ein Date bittet. Sie gehen in ein Restaurant, in dem Todd arbeitet, das sie jedoch nach kurzer Zeit wieder verlassen, da Olive Rhiannon unter den Gästen sieht. Sie weiß, dass Anson die große Liebe ihrer ehemaligen Freundin ist. Schnell wird klar, dass Anson tatsächlich meint, mit einem Gutschein eines Baumarktes, den er Olive übergeben hat, habe er das Recht auf Sex gekauft. Anson lässt Olive verwirrt und verletzt einfach stehen. Zufällig hat Todd gerade Feierabend, sieht Olive und fährt sie mit dem Auto nach Hause. Er erzählt ihr, dass er den Gerüchten nicht glaube und auf Olives Lügen nicht reingefallen sei. Als er Olive um einen Kuss bittet, nachdem er durchblicken lassen hat, wie sehr er sie mag, lehnt sie ab mit der Begründung, dazu heute noch nicht bereit zu sein.
Olive setzt nun alles daran, ihren Ruf zu retten und bittet die Jungen, die sie für eigene Zwecke benutzt haben, darum, zuzugeben, dass das Ganze nur Gerede und gelogen war. Allerdings weigern sich alle und Olive muss sich etwas anderes ausdenken. Als auch Mrs. Griffith sich weigert zuzugeben, dass sie etwas mit Micah hatte und ihr sagt, dass ihr sowieso keiner glauben werde, läuft sie enttäuscht und wütend zu deren Ehemann und berichtet ihm von der Affäre seiner Frau. Schon Sekunden später bereut sie allerdings, dass sie ursächlich dafür sein könnte, wenn die Ehe ihres Lieblingslehrers zerbricht.
Olive fordert in der Sporthalle alle Schüler durch eine gewagte Gesangseinlage dazu auf, ihre Website freeolive.com zu besuchen, da dort eine Sex-Show mit Todd aufgezeichnet werden soll. Die Resonanz ist groß, die Enttäuschung auch, Olive erzählt nämlich, wie es wirklich war und dass alle Geschichten nur erfunden waren. Während ihrer Erzählung sind Brandon, der mit einem Mann durchgebrannt ist, Mr. Griffith, der sich von seiner Frau getrennt hat, und Micah, der wegen seiner „Unzucht“ bei seinen Großeltern wohnt, zu sehen. Olive macht klar, dass das, was geschehe, wenn sie einmal mit einem Mann zusammen sei, ganz allein ihre Sache sei und sie dies sicherlich nicht mit anderen teilen werde. Es deutet sich an, dass Todd dieser Mann für Olive sein könnte. Auch eine Versöhnung mit ihrer ehemaligen Freundin Rhiannon ist wahrscheinlich.

## Hintergrund und Veröffentlichung
Einfach zu haben wurde im kalifornischen Ojai gedreht. Die Dreharbeiten begannen am 9. Juni 2009. Das Budget des Films wurde auf rund 8 Millionen US-Dollar geschätzt.
Der Originaltitel „Easy A“ kann auf verschiedene Arten interpretiert werden. „Easy“ (dt. „einfach, leicht“) bedeutet in altmodischem Slang „promiskuitiv“, während das „A“ eine Anspielung auf den Roman Der scharlachrote Buchstabe sowie dessen Verfilmungen ist. Zudem ist „Easy A“ ein feststehender Begriff für eine schulische Prüfung, bei der ohne großen Aufwand die in den USA beste Schulnote A erreicht wird.
Emma Stone verzichtete auf eine Teilnahme an der Produktion des Spielfilms Sucker Punch, um Einfach zu haben drehen zu können. Logan Lerman sprach für die Rolle vor, die letztlich an Dan Byrd vergeben wurde.
In einem Cameo-Auftritt sind die Ehefrau und die beiden Kinder des Regisseurs Will Gluck in der Szene in der Eisdiele zu sehen, in der Olive sich gegen Ende des Films mit Evan unterhält.
Die von Olive im Film genannte Website freeOlive.com wurde von Sony Pictures zu Marketingzwecken für den Film registriert. Die Eröffnungsszene, die im Film aus Sicht der Webcam zu sehen ist, entstand während Emma Stones Vorsprechen für den Film. Sämtliche Szenen, die Olives Webcasts zeigen, wurden an einem einzigen Tag binnen 14 Stunden gedreht. In Olives Webcast-Monolog verweist der Film auf die 1980er-Jahre Teenie-Filme Teen Lover, Can’t Buy Me Love, Das darf man nur als Erwachsener, Der Frühstücksclub und Ferris macht blau. Weiterhin sind in Einfach zu haben Filmausschnitte aus Der scharlachrote Buchstabe sowie Die Abenteuer des Huckleberry Finn zu sehen.
Das Drehbuch, abgesehen von den letzten zehn Seiten, wurde von Bert V. Royal innerhalb von fünf Tagen geschrieben.
Die Vornamen der Familienmitglieder Penderghast bestehen gänzlich aus Namen von Nahrungsmitteln. Die Namen von Olives Eltern sind von Dill und Rosmarin abgeleitet, während ihr Bruder auf den Namen Chip hört. Olive ist nach den Früchten des Olivenbaums benannt. Zugleich kann aus Olives Namen das Anagramm „I love“ gebildet werden, wie Olive im Film feststellt.
Beim Dreh der Szene, in der Brandon und Olive miteinander vortäuschen, Sex zu haben, kollabierte Emma Stone. Nachdem sie sich erholt hatte, meinte sie lachend, sie könne „nicht einmal Sex simulieren, ohne zu sterben“. Die Filmszenen, die in der fiktiven Ojai North High School spielen, wurden in der Nordhoff High School in Ojai gedreht.
In der englischsprachigen Originalfassung des Films spricht Olive den Kino-Filmtitel Der scharlachrote Buchstabe in deutscher Sprache aus, als sie Karten an der Kinokasse kauft. Der Titel ist, obwohl die Originalsprache von Einfach zu haben Englisch ist, explizit in deutscher Sprache am Aushang des Kinos angeschlagen. Deshalb muss die gleichnamige Verfilmung des Romans von Wim Wenders von 1973 gemeint sein. Von der Verfilmung aus dem Jahr 1934 (mit Colleen Moore in der Hauptrolle) werden Ausschnitte gezeigt.
Der Musiktitel, der im Hintergrund des Films häufiger zu hören ist und auch den Abspann begleitet, heißt Change of Seasons und wurde von der Band Sweet Thing interpretiert.
Der Film beginnt und endet mit dem Screen-Gems-Logo, dessen Hintergrund ein blauer Himmel ist und dessen Spitzname „The S from heaven“ (dt.: „Das S vom Himmel“). Am Anfang des Films ist das rotierende „S“ im blauen Himmel mit Wolken zu sehen, das den Spitznamen verdeutlicht.
Am 11. September 2010 feierte der Film seine Weltpremiere beim Toronto International Film Festival. In Australien wurde er erstmals am 16. September 2010 gezeigt, in den USA einen Tag später. In den deutschen Kinos war der Film ab dem 11. November 2010 zu sehen. Am Eröffnungswochenende wurden in den USA über 17,7 Millionen US-Dollar eingespielt, insgesamt beliefen sich die Einnahmen in den USA auf über 58,4 Millionen US-Dollar. Weltweit standen im Jahr 2010 über 70 Millionen US-Dollar zu Buche. In Deutschland erschien der Film am 21. April 2011 in den Videotheken und konnte ab dem 19. Mai 2011 gekauft werden. Durch das DVD- und Blu-ray-Release konnte der Film zusätzlich mehr als 12,66 Millionen US-Dollar einspielen.

## Soundtrack
| Nr. | Titel                                     | Interpret               |
| --- | ----------------------------------------- | ----------------------- |
| 1   | Change of Seasons                         | Sweet Thing             |
| 2   | Bad Before Good                           | Day One                 |
| 3   | Trouble Is a Friend                       | Lenka                   |
| 4   | If You Were Here                          | Cary Brothers           |
| 5   | 15 Minutes                                | The Yeah You's          |
| 6   | Cupid Shoot Me                            | Remi Nicole             |
| 7   | Satellite                                 | Kram                    |
| 8   | Don't You (Forget About Me)               | AM                      |
| 9   | We Go Together                            | I Heart Homework        |
| 10  | Numba 1 (Tide Is High)                    | Kardinal Offishall      |
| 11  | Perfect Picture                           | Carlos Bertonatti       |
| 12  | The Wolf                                  | Miniature Tigers        |
| 13  | Sexy Silk                                 | Jessie J                |
| 14  | When Life Gives Me Lemons I Make Lemonade | The Boy Least Likely To |
| 15  | Pocketful of Sunshine                     | Natasha Bedingfield     |
| 16  | Don't You (Forget About Me)               | Simple Minds            |

## Synchronisation
Die deutschsprachige Synchronisation wurde von der Film- & Fernseh-Synchron in Berlin nach einem Dialogbuch von Marie-Luise Schramm auf Basis der Rohübersetzung von Blondah Fritaud unter der Synchronregie von Elisabeth von Molo vorgenommen.
| Rolle                    | Schauspieler        | Synchronsprecher    |
| ------------------------ | ------------------- | ------------------- |
| Olive Penderghast        | Emma Stone          | Anja Stadlober      |
| Marianne Bryant          | Amanda Bynes        | Marie-Luise Schramm |
| Rhiannon „Rhi“ Abernathy | Alyson Michalka     | Julia Ziffer        |
| Todd                     | Penn Badgley        | Robin Kahnmeyer     |
| Mr. Griffith             | Thomas Haden Church | Gerald Paradies     |
| Dill Penderghast         | Stanley Tucci       | Frank Röth          |
| Rosemary Penderghast     | Patricia Clarkson   | Petra Barthel       |
| Brandon                  | Dan Byrd            | David Turba         |
| Micah                    | Cam Gigandet        | Sebastian Schulz    |
| Mrs. Griffith            | Lisa Kudrow         | Sabine Jaeger       |
| Direktor Gibbons         | Malcolm McDowell    | Wolfgang Condrus    |

## Kritik
Die Redaktion von Cinema urteilt: „Die souveräne Regie, die auf ironische Weise den Ehebruchsklassiker »Der scharlachrote Buchstabe« zitiert, und die umwerfende Emma Stone (»Superbad«) in ihrer ersten Hauptrolle machen »Easy A«, so der Originaltitel, zu einem würdigen Nachfolger von »Das Gegenteil von Sex« oder Michael Lehmanns »Heathers«. Fazit: Freche Teenagersatire über die verklemmte Sexualmoral der Amis.“
Die Redaktion der Filmszene resümiert: „Viel Tempo, noch mehr Witz, durchweg glaubwürdige Charaktere, echtes Verständnis für die Sorgen und Nöte der Teenager-Seele, das Herz am rechten Fleck, dabei null Kitsch und absolut keine Moralkeule - was soll man von einer großartigen Teenager-Komödie sonst noch erwarten? Eben. Toller Film. Ansehen.“
Christoph Petersen von Filmstarts ist der Meinung, Einfach zu haben sei „dank grandiosen Darstellern und geschliffen scharfen Dialogen doch als die beste Highschool-Komödie seit »American Pie«“ zu bewerten. Petersen lobt insbesondere die „bissigen Zeilen von Autor Bert V. Royal und die überragende Leistung der ewigen Nebendarstellerin Emma Stone“. „Es gibt wohl nur wenige Highschool-Komödien, die sich als großes Schauspielerkino beschreiben lassen. »Einfach zu haben« gehört auf einer Liste der wenigen Ausnahmen aber ganz weit nach oben.“ Petersens Fazit lautet, Einfach zu haben beweist, „dass sich Teenager-Unterhaltung und intelligentes Kino keinesfalls ausschließen müssen“.

## Auszeichnungen
Einfach zu haben gewann 2011 bei den Critics’ Choice Movie Awards den Preis für die beste Filmkomödie und wurde für dieselbe Auszeichnung bei den Empire Awards nominiert. Eine weitere Nominierung erhielt der Film 2011 bei den GLAAD Media Awards in der Kategorie Outstanding Film – Wide Release.
Hauptdarstellerin Emma Stone wurde 2011 für den Golden Globe Award in der Kategorie „Beste Darstellerin in einer Filmkomödie oder Musical“ nominiert. Bei den MTV Movie Awards wurde Emma Stone 2011 als „Beste Darstellung in einer Komödie“ ausgezeichnet und erhielt eine weitere Nominierung als „Beste Darstellerin“, während sie zusammen mit Amanda Bynes für das Filmzitat „There's a higher power that will judge you for your indecency. – Tom Cruise?“ (dt. „Es gibt eine höhere Macht, die dich für deine Unzucht verurteilen wird. – Tom Cruise?“) nominiert wurde. Bei den Teen Choice Awards 2011 gewann Emma Stone den Preis in der Kategorie „Beste Schauspielerin in einer romantischen Filmkomödie“. Aly Michalka wurde bei diesen Awards in der Kategorie Scene Stealer Female nominiert.